# Challis (Idaho)
Challis è una city degli Stati Uniti d'America, capoluogo della contea di Custer, nello Stato dell'Idaho. Al censimento del 2010 contava 1 081 abitanti.

## Geografia fisica
Secondo lo United States Census Bureau ha una superficie di 4,7 km² (1,81 mi²). La città si trova a 1 611 metri s.l.m..
Il clima della zona è semi-arido con inverni freddi, estati calde e poca piovosità durante l'anno.

## Storia
Challis prende il nome da A.P. Challis, un topografo che vi si trovava quando la città è stata fondata nel 1878; nello stesso anno fu anche istituito l'ufficio postale locale.